# 楽生療養院
樂生療養院（繁体字：樂生療養院、ピン音: Lèshēng Liáoyǎngyuàn、Losheng Sanatorium）は、台湾新北市新荘区に位置するハンセン病治療のための療養所。

## 年表
- 1930年、台湾総督府は、楽生院を開設
- 1934年、台湾に、勅令「らい予防法」公布

- 2001年、「ハンセン病療養所入所者等に対する補償金の支給等に関する法律」成立
- 2004年、楽生院入所者25人は、東京地方裁判所に補償請求
- 2005年10月25日、補償請求が認められる

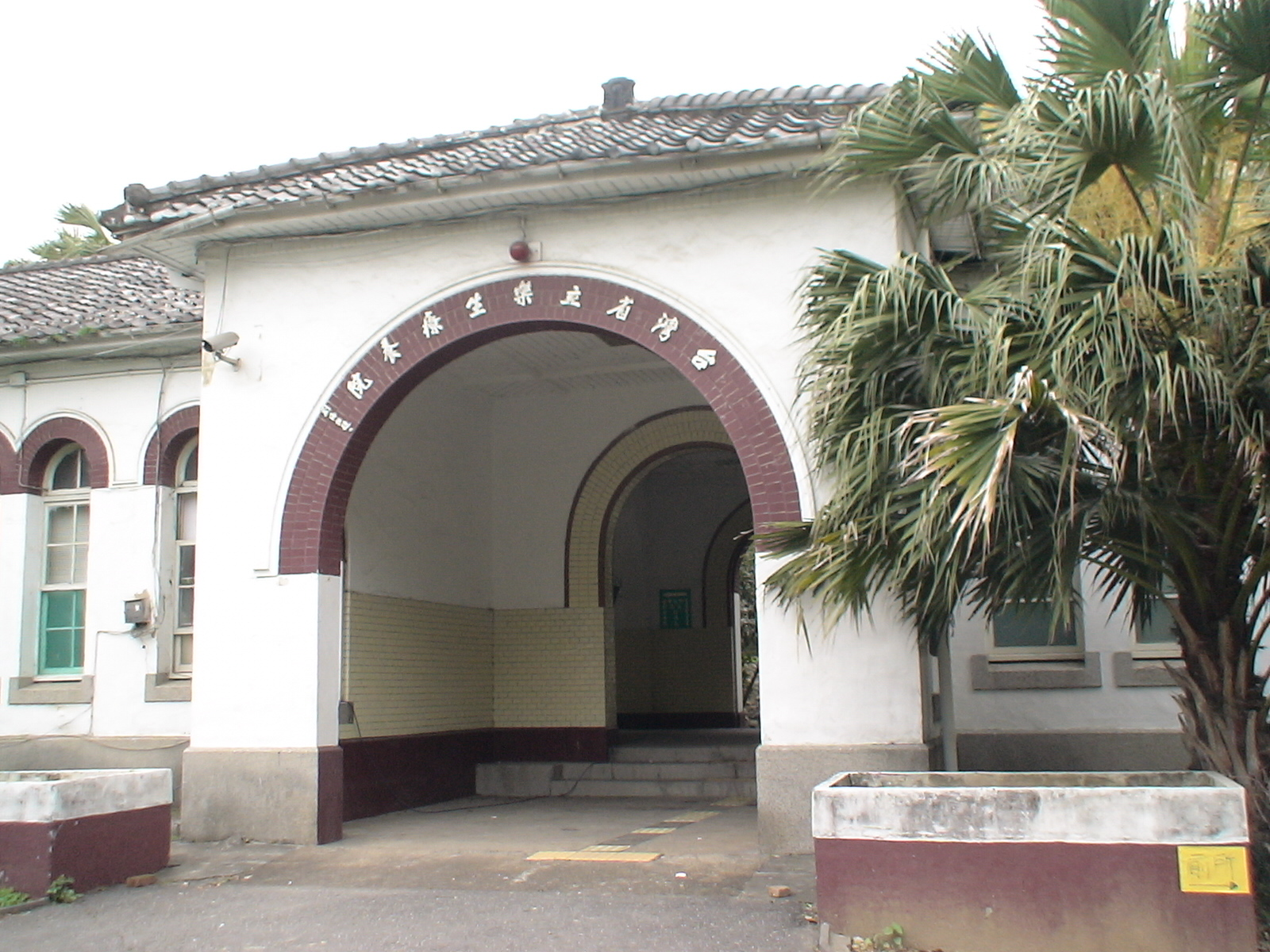
事務局
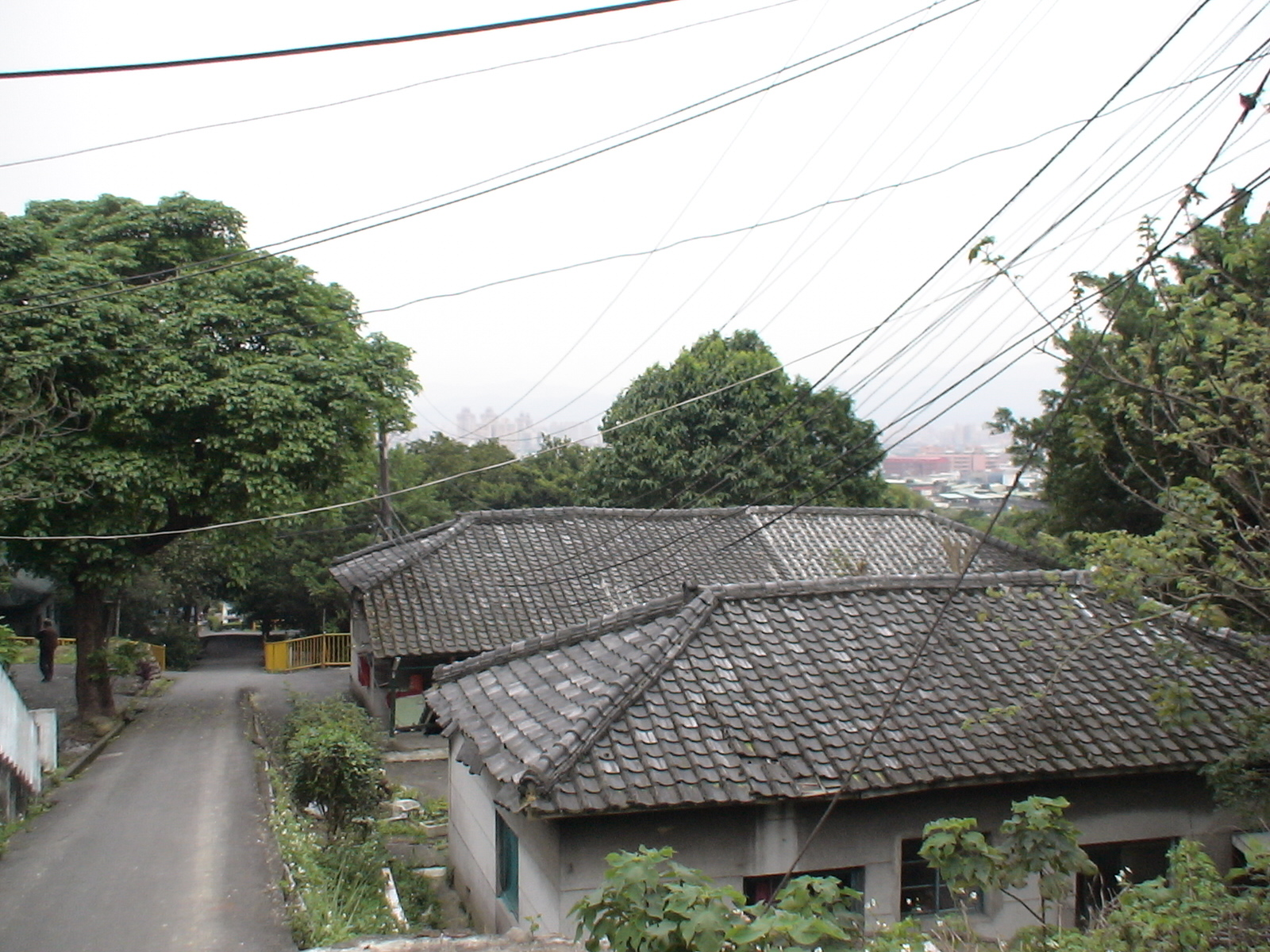
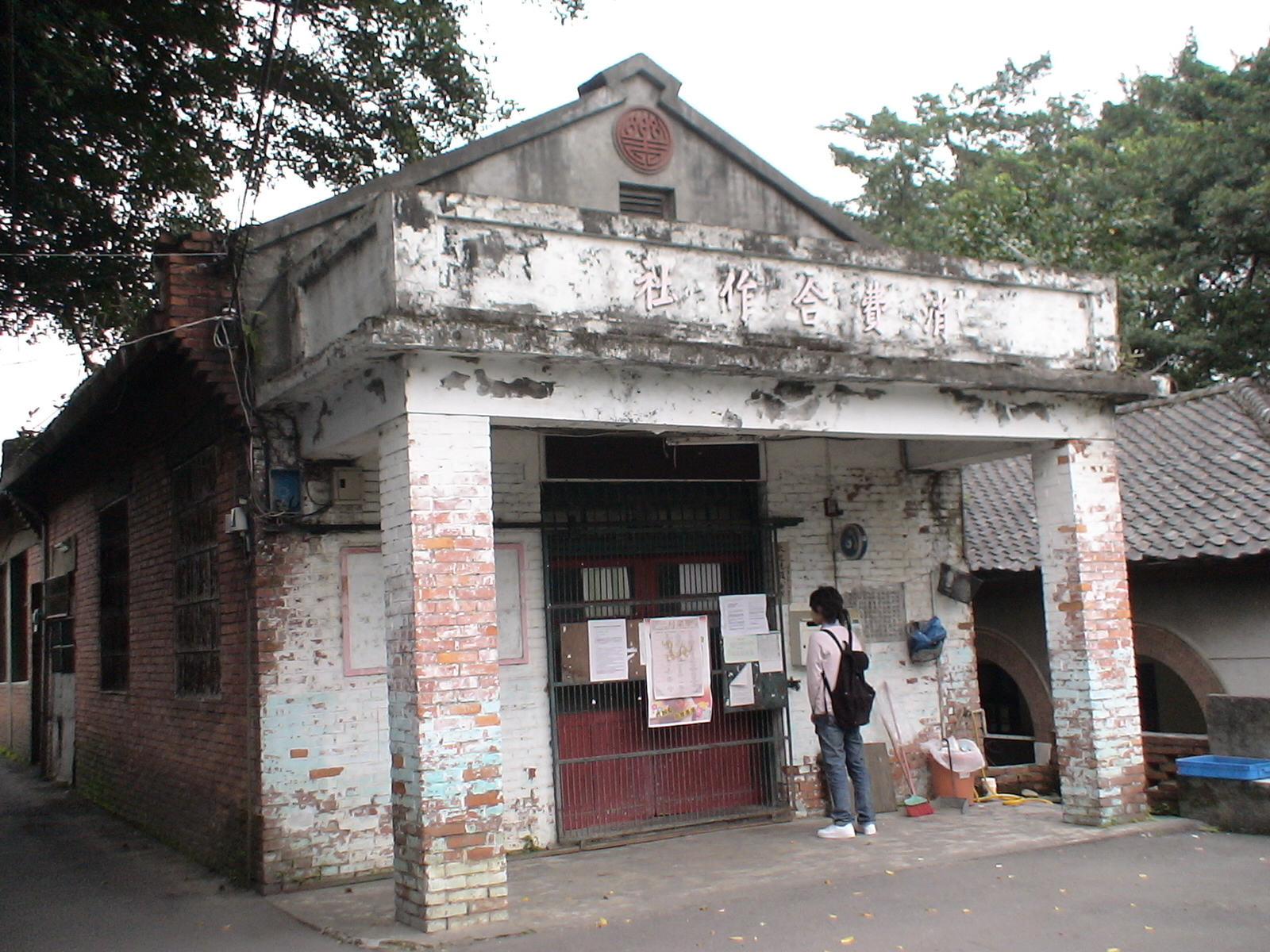
売店
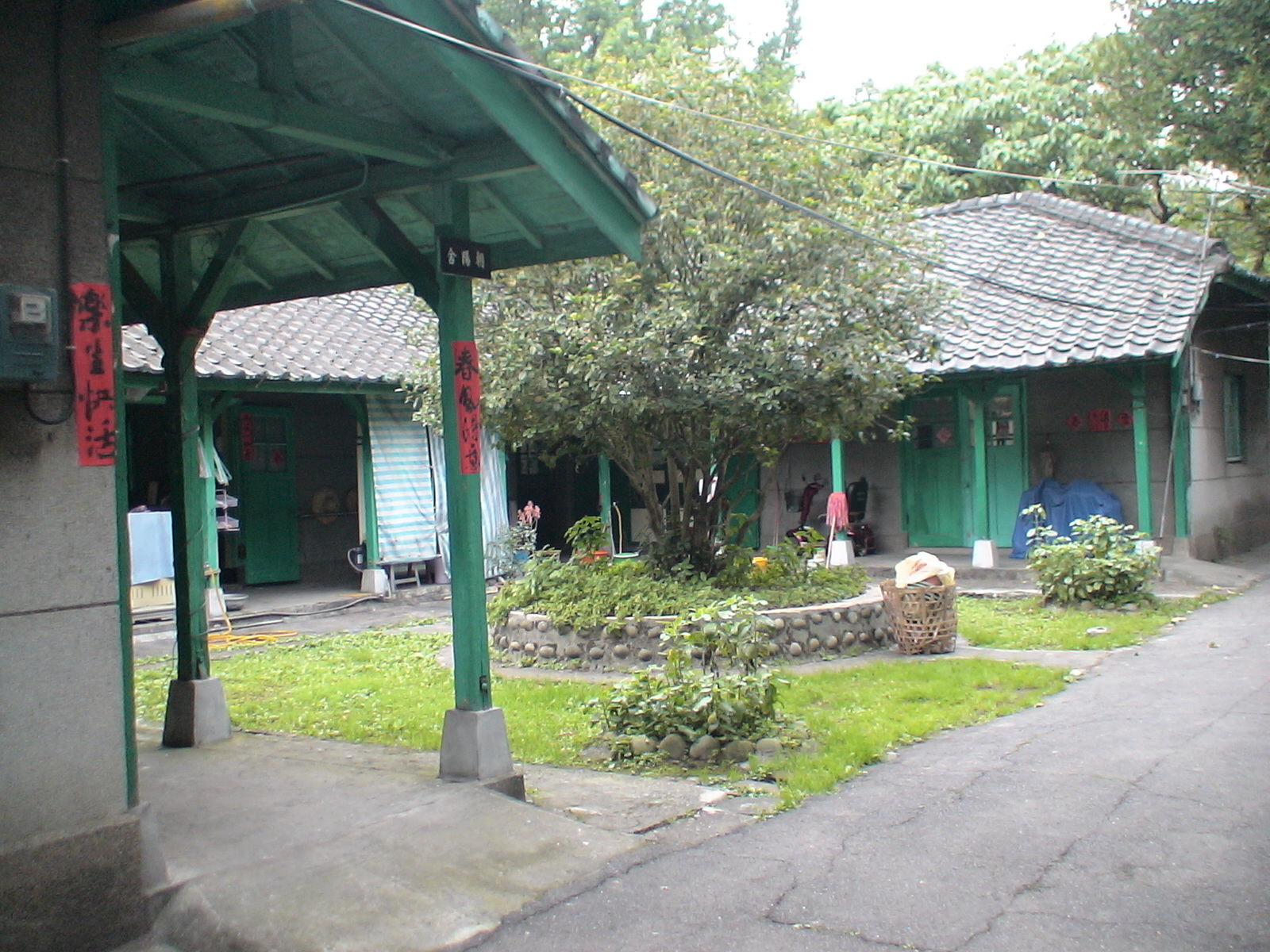
寮
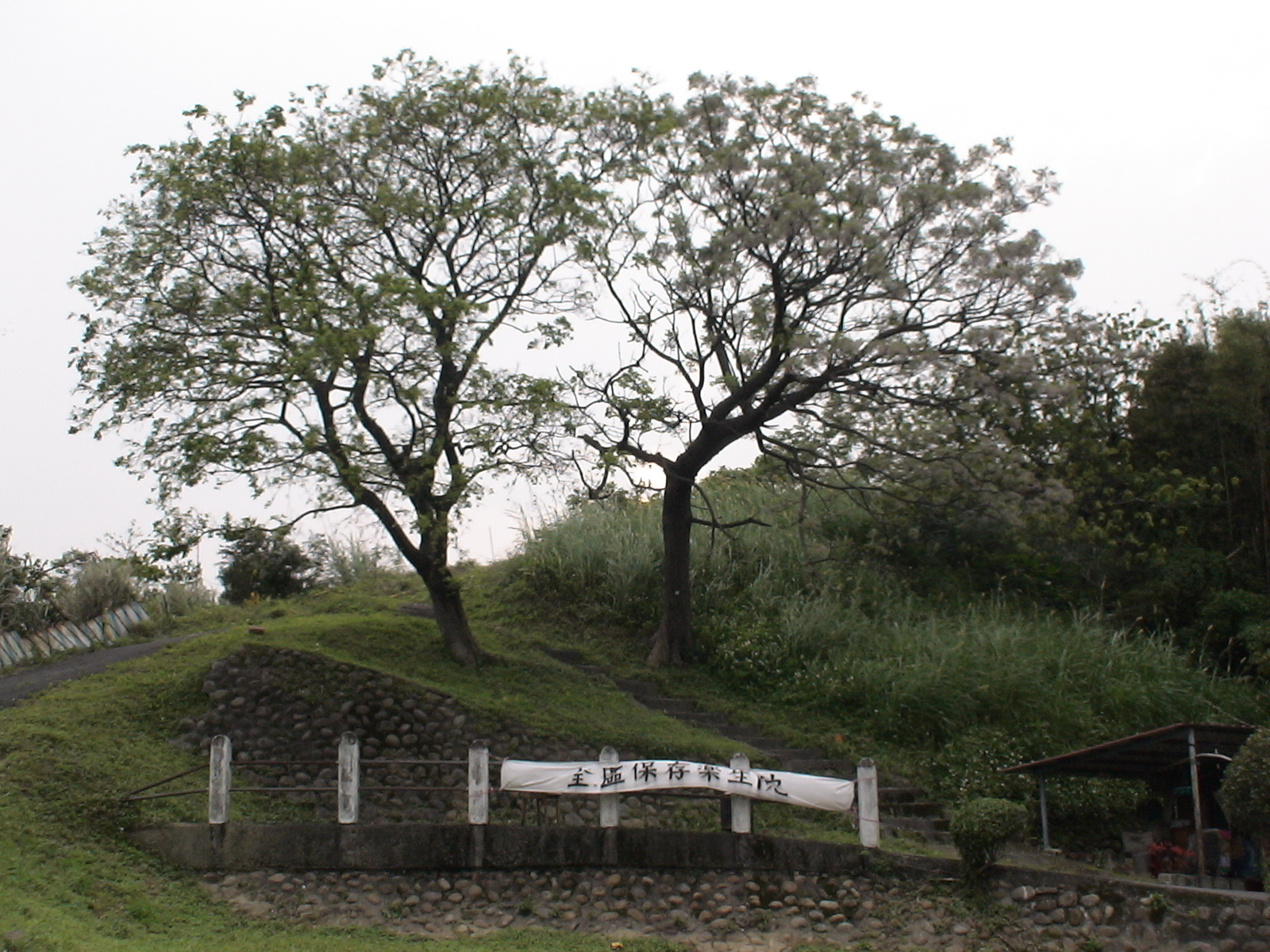
"Keep Losheng completely"

## 参照
1. ↑  （繁体字中国語）新莊樂生療養院 文化部文化資産局 国家文化資産網
2. ↑  上川豊「南支南洋の癩と台湾の癩」（『社会事業の友』152号、1941年7月発刊）

- 『ハンセン病と人権』2005年、神美知宏、藤野豊、牧野正直、解放出版社